# 絵島 (和宮の侍女)
絵島（えしま、文化6年4月（1809年） - 明治20年（1887年）2月22日）は、和宮親子内親王の侍女。父は田中氏。藤、少進とも称した。
京都に生まれる。弘化4年（1847年）橋本実久邸の和宮に仕え、嘉永4年（1851年）和宮の乳人を務めた。
万延元年（1860年）和宮降嫁問題が朝廷内で紛糾すると、島田左近らの工作を受けて和宮の生母である観行院や外戚の橋本実麗を説得。それを受けた実麗が降嫁を躊躇する和宮に再考を促したために降嫁が決定する。翌文久元年（1861年）少進の名を賜り、和宮の江戸降嫁に従い、以後は大奥で、観行院や宰相典侍らとともに、その側近として仕えた。
明治元年（1868年）江戸城開城後も引き続き静寛院宮（和宮）に従い、明治2年（1869年）年寄職と絵島の名を拝領した。明治10年（1877年）老齢のために隠居した。

## 絵島（少進）が登場する作品

### 映画
- 朱雀門（1957年・大映　演：萬代峰子）

### テレビドラマ
- 和宮様御留（1981年・フジテレビ　演：乙羽信子（役名 藤）・中村玉緒（役名 少進）
- 大奥（1983年・関西テレビ 演：村上麻代）
- 和宮様御留（1991年・テレビ朝日 演：池内淳子）
- 篤姫（2008年・NHK大河ドラマ 演：中村春菜）

### 舞台劇
- 和宮様御留（1981年・東京宝塚劇場 演：草笛光子）
- 和宮様御留（2006年・新橋演舞場 演：英太郎（お乳人藤）・波乃久里子（少進）